# Cal Xony
Cal Xony és una casa senyorial del municipi del Cogul (Garrigues) inclosa en l'Inventari del Patrimoni Arquitectònic de Catalunya.

## Descripció
És una casa senyorial que s'estructura en planta baixa, primer pis i terrat. La planta baixa ha estat molt modificada; hi havia tot de portades semicirculars que han estat tapiades i arrebossades amb ciment per a fer una porta metàl·lica tipus garatge, adaptada a les noves necessitats. El primer pis té una galeria d'arcs de mig punt on els capitells són unes petites motllures. El terrat en origen devia ser tan sols la terrassa balustrada amb florons als extrems; s'hi han afegit pilars de maons just al costat dels florons, partint en part el balcó per a poder posar una coberta de fusta. Resta força malmesa i les modificacions esmentades però conserva l'aspecte senyorial que un temps enrere tingué.

## Història
A principis del segle XXI resta deshabitada. Els seus propietaris, residents fora de la vil·la, només la utilitzen mentre dura l'època de feina al camp. Hi guarden les eines i es fa servir com a magatzem. Altres cops també allotja els jornalers de les finques.